# IC 1511
IC 1511 је појединачна звијезда у сазвјежђу Пегаз која се налази на листи објеката дубоког неба у Индекс каталогу.
Деклинација објекта је + 27° 3' 46" а ректасцензија 23h 51m 0,4s.